# Таллуза
Таллуза (араб. طلوزة‎) — деревня в провинции Наблус на севере Западного берега реки Иордан. Согласно переписи 2017 года население деревни составило 2795 человек.

## Расположение
Населённый пункт расположен в 6,5 км к северу от центра провинции города Наблус. 
На востоке Таллуза граничит с деревнями Аль-Базан и Вади-эль-Фария на востоке, городом Ясид на севере, на юго-западе — с городом Асира-эш-Шамалия.
Деревня расположена на склоне плато, с северной части горы Айбаль. Средняя высота составляет 542 метров над уровнем моря.

## Название
Начиная со средних веков поселение ложно идентифицировали с библейским городом Фирца. Ту же ошибку повторял французский исследователь Виктор Герен. Востоковед Уильям Олбрайт связал название поселения с арамейской фразой tur-luza «миндальная гора».

## История
Деревня упоминается в Талмуде как «перевал Турлузех», где римляне прятали священные свитки. Профессор Алан Девид Краун из Сиднейского университета предполагает связь Таллузы с древним самаритянским поселением Тира-Луза (англ. Tira Luza), где, согласно хронисту Абуль-Фатху ас-Самири, первосвященник самаритян Баба Рабба построил синагогу в IV веке нашей эры. 
На 1596 год, в поселении жило 62 семьи. Жители Таллузы платили фиксированный налог в размере 33,3 % с таких продуктов, как пшеница, ячмень и оливковые деревья, а также в козах и ульях. всего 9 902 акче. 
В 1852 году поселение посетил учёный Эдвард Робинсон. Согласно его записям, он не обнаружил «остатков древности», помимо скальных гробниц и античных цистерн. Французский исследователь и археолог Виктор Герен посетил Таллузу в 1870 году. Он оценил население в 1000—1200 человек и также описал античные цистерны.
После Младотурецкой революции 1908 года между жителями Таллузы и соседнего поселения Асира-эш-Шамалия начались столкновения на клановой почве. Беспорядки начались после того, как жители Таллузы совершили набег и захватили скот из Асиры. В результате борьбы погибли двое или трое человек.
В 1986 году были произведены раскопки, в результате которых была обнаружена самаритянская скальная пещера-захоронение. В погребальной камере было найдено три саркофага из твёрдого известняка. Кроме того, были найдены керамические черепки железного века и Византии. Погребения датировали IV—V веками нашей эры.